# دانشگاه اقتصاد و کسب‌وکار وین

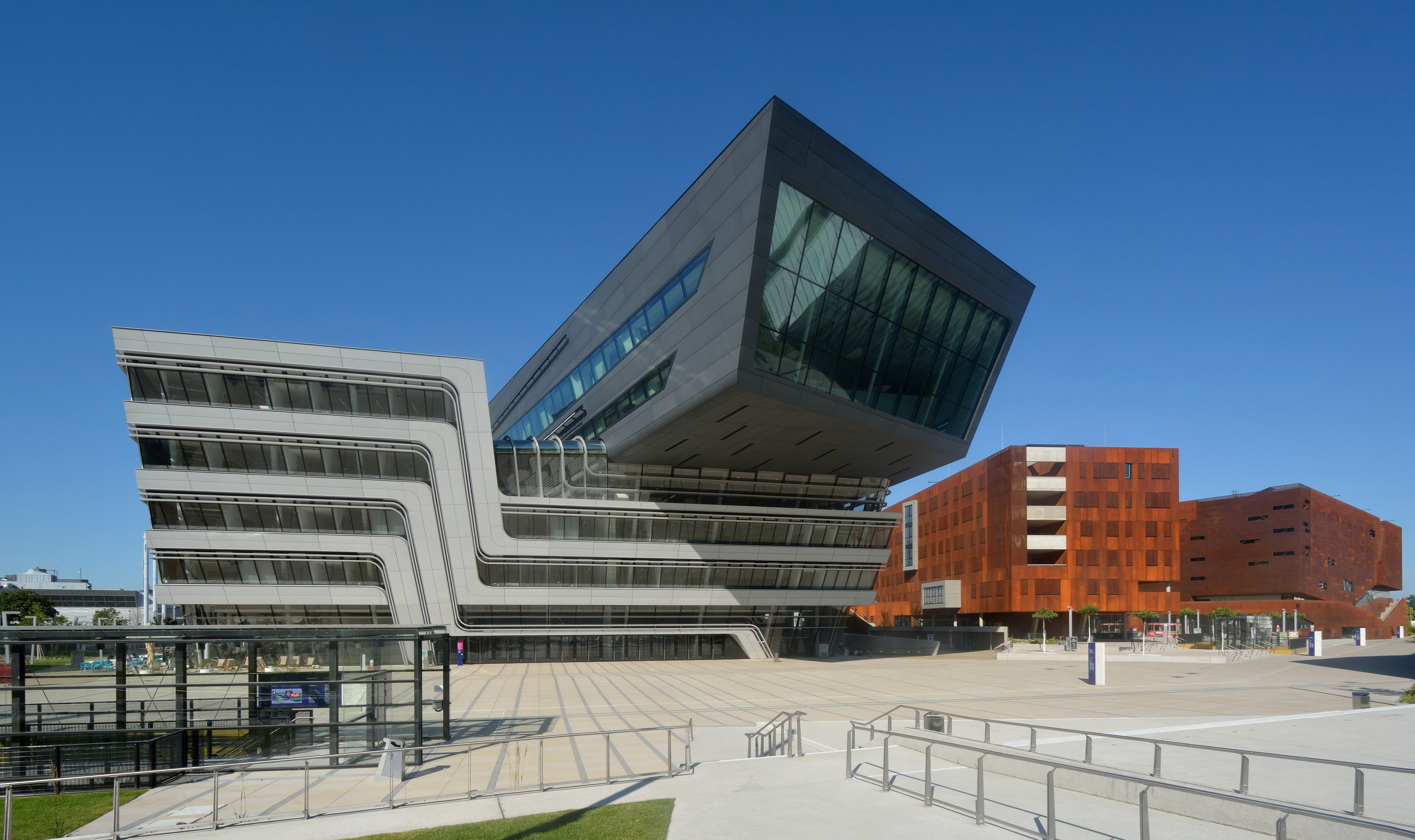
یکی از ساختمان‌های مدرن دانشگاه اقتصاد و کسب‌وکار وین، اثر زها حدید، معمار برجستهٔ عراقی.

دانشگاه اقتصاد و کسب‌وکار وین (آلمانی: Wirtschaftsuniversität Wien) بزرگترین دانشگاه متمرکز بر حوزهٔ کسب‌وکار و علم اقتصاد در اروپا است و از لحاظ تعداد دانشجویان، یکی از بزرگترین دانشگاه‌های اتریش به‌شمار می‌رود. این دانشگاه یکی از بهترین آموزشگاه‌های کسب‌وکار در اروپا است.